# Perzisch alfabet
Het Perzische alfabet (Perzisch: الفبای فارسی, geromaniseerd: Alefbā-ye Fārsi) of Perzisch-Arabisch alfabet is een schrijfsysteem dat wordt gebruikt voor de Perzische taal die wordt gesproken in Iran (Westelijk-Perzisch) en Afghanistan (Oostelijk-Perzisch). De Perzische taal die in Tadzjikistan wordt gesproken (Tadzjieks-Perzisch) is geschreven in het Tadzjiekse alfabet, een gewijzigde versie van het Cyrillische alfabet sinds het Sovjettijdperk.
Het moderne Perzische schrift is rechtstreeks afgeleid van en ontwikkeld uit het Arabische schrift. Na de islamitische verovering van Perzië en de val van het Sassanische rijk in de 7e eeuw, werd het Arabisch gedurende twee eeuwen de taal van de regering en vooral van de religie in Perzië. De vervanging van de Pahlavi-scripts door het Perzische alfabet om de Perzische taal te schrijven, werd gedaan door de Saffaridendynastie en de Samanidendynastie in de 9e eeuw. Het is meestal maar niet uitsluitend van rechts naar links; wiskundige uitdrukkingen, numerieke datums en getallen met eenheden zijn van links naar rechts ingebed. Het script is cursief, wat betekent dat de meeste letters in een woord met elkaar in verbinding staan; wanneer ze worden getypt, voegen moderne tekstverwerkers de aangrenzende lettervormen automatisch bijeen.

## Letters
| letter | naam | SAMPA- waarde | IPA- waarde | transliteratie | voorbeeld uitspraak                         |   | letter | naam    | SAMPA- waarde | IPA- waarde | transliteratie                                  | voorbeeld uitspraak |
| ا      | alef | a of A:       | a of ɑː     | a of ā         | aap of zoals de 'a' in kat, maar dan langer | ض | zād    | z       | z             | z           | zee                                             |                     |
| ب      | be   | b             | b           | b              | bed                                         | ط | tā     | t       | t             | t           | tip                                             |                     |
| پ      | pe   | p             | p           | p              | pot                                         | ظ | zā     | z       | z             | z           | zee                                             |                     |
| ت      | te   | t             | t           | t              | tip                                         | ع | eyn    | ?       | ʔ             | ʿ           | als een soort korte pauze, zoals in be-amen.    |                     |
| ث      | se   | s             | s           | s              | sok                                         | غ | qeyn   | G\ of G | ɢ of ɣ        | q           | als een k achter in de keel of als een zachte g |                     |
| ج      | jim  | dZ            | d͡ʒ          | j              | als in het Engelse juice                    | ف | fe     | f       | f             | f           | fiets                                           |                     |
| چ      | če   | tS            | t͡ʃ          | č              | tsjonge                                     | ق | qāf    | q       | q             | q           | als een k achter in de keel                     |                     |
| ح      | he   | h             | h           | h              | het                                         | ک | kāf    | k       | k             | k           | kop                                             |                     |
| خ      | che  | x             | x           | x              | schip                                       | گ | gāf    | g       | ɡ             | g           | als in het Engelse great                        |                     |
| د      | dāl  | d             | d           | d              | dat                                         | ل | lām    | l       | l             | l           | lopen                                           |                     |
| ذ      | zāl  | z             | z           | z              | zee                                         | م | mim    | m       | m             | m           | maan                                            |                     |
| ر      | re   | r             | r           | r              | rood                                        | ن | nun    | n       | n             | n           | niet                                            |                     |
| ز      | ze   | z             | z           | z              | zee                                         | و | vāv    | v of uː | v of uː       | v of u      | veel of koers                                   |                     |
| ژ      | že   | Z             | ʒ           | ž              | garage                                      | ه | he     | h       | h             | h           | het                                             |                     |
| س      | sin  | s             | s           | s              | sok                                         | ی | ye     | y of iː | j of iː       | y of i      | jas of kier                                     |                     |
| ش      | šin  | S             | ʃ           | š              | sjoelen                                     |   |        |         |               |             |                                                 |                     |
| ص      | sād  | s             | s           | s              | sok                                         |   |        |         |               |             |                                                 |                     |

Varianten
| ی ه و ن م ل گ ک ق ف غ ع ظ ط ض ص ش س ژ ز ر ذ د خ ح چ ج ث ت پ ب ا ء |                     |
|                                                                   | Lettertype:         |
| •                                                                 | Noto Nastaliq Urdu  |
| •                                                                 | Scheherazade        |
| •                                                                 | Lateef              |
| •                                                                 | Noto Naskh Arabisch |
| •                                                                 | Markazi Text        |
| •                                                                 | Noto Sans Arabisch  |
| •                                                                 | Baloo Bhaijaan      |
| •                                                                 | El Messiri SemiBold |
| •                                                                 | Lemonada Medium     |
| •                                                                 | Changa Medium       |
| •                                                                 | Mada                |
| •                                                                 | Noto Kufi Arabisch  |
| •                                                                 | Reem Kufi           |
| •                                                                 | Lalezar             |
| •                                                                 | Jomhuria            |
| •                                                                 | Rakkas              |

## Cyrillisch Perzisch alfabet in Tadzjikistan
Als onderdeel van de "russificatie" van Centraal-Azië werd het Cyrillische schrift eind jaren dertig geïntroduceerd. Het alfabet bleef Cyrillisch tot het einde van de jaren tachtig met het uiteenvallen van de Sovjet-Unie. In 1989, met de groei van het Tadzjiekse nationalisme, werd er een wet aangenomen waarin Tadzjieks de staatstaal werd verklaard. Bovendien stelde de wet Tadzjieks officieel gelijk aan Perzisch, waarbij het woord Farsi (het endoniem voor de Perzische taal) na Tadzjieks werd geplaatst. De wet riep ook op tot een geleidelijke herinvoering van het Perzisch-Arabische alfabet.
Het Perzische alfabet werd geïntroduceerd in het onderwijs en het openbare leven, hoewel het verbod van de Islamitische Renaissance-partij in 1993 de adoptie vertraagde. In 1999 werd het woord Farsi verwijderd uit de staatstaalwet, waardoor de naam terugging naar gewoon Tadzjieks. Vanaf 2004 is de de facto gebruikte standaard het Tadzjiekse Cyrillische alfabet en vanaf 1996 kan slechts een zeer klein deel van de bevolking het Perzische alfabet lezen.